# خايرو لويس بلوم
خايرو لويس بلوم (بالبرتغالية: Jairo Luis Blumer‏) (31 ديسمبر 1986 في كامبيناس في البرازيل – )؛ هو لاعب كرة قدم كان يلعب كلاعب وسط.

## وصلات خارجية
- خايرو لويس بلوم على موقع رابطة كرة القدم اليابانية للمحترفين (اليابانية)
- خايرو لويس بلوم على موقع قاعدة بيانات كرة القدم.إي يو (الإنجليزية)
- خايرو لويس بلوم على موقع Soccerway.com (الإنجليزية)
- خايرو لويس بلوم على موقع عالم كرة القدم.نت (الإنجليزية)